# Wereldvrede

Een internationaal symbool voor vrede

Wereldvrede of vrede op Aarde is een uitdrukking voor de ideale staat van wereldwijde vrede, of de wens ervan.
Het concept achter de uitdrukking is het idealistische streven naar het einde van alle vijandelijkheden en alle oorlogen tussen de verschillende volkeren en landen op de planeet Aarde. Het omvat onder meer het idee dat er vrijheden, gerechtigheid en geluk is voor iedereen. Het idealistische beeld van wereldvrede is dat deze meestal ook geweldloos is en dat volkeren samen tot een gelijkere samenleving komen waarbij ondanks de verscheidenheid van culturen, religies en filosofieën. Het wordt op verschillende manieren nagestreefd door verschillende internationale vredesbewegingen, individuen, niet-gouvernementele organisaties, groeperingen en partijen. In strikte zin kan men het zien als een utopie.